# 車いすバスケットボール女子イギリス代表
車いすバスケットボール女子イギリス代表 （くるまいすバスケットボールじょしイギリスだいひょう）はイギリス車いすバスケットボール連盟（GBWBA）によって編成されるイギリスの女子車いすバスケットボールナショナルチーム。

## 主要国際大会の成績

### パラリンピック
| 大会 | 成績 | 勝 | 敗 |
| ---- | ---- | -- | -- |
| 1992 | 5位  |    |    |
| 1996 | 6位  |    |    |
| 2000 | 8位  |    |    |
| 2004 | 8位  |    |    |
| 2008 | 8位  |    |    |
| 2012 | 7位  |    |    |
| 2016 | 4位  |    |    |
| 2020 | 7位  |    |    |

### 世界選手権
- 1990 - 7位
- 1994 - 6位
- 1998 - 7位
- 2002 - 8位
- 2010 - 6位
- 2014 - 5位
- 2018 - 準優勝

## 選手
| 2020パラリンピック           |
| ---------------------------- |
| シャーロット・ムーア         |
| ソフィー・カリギル           |
| ミケイラ・ベル               |
| ヘレン・フリーマン           |
| ローリー・ウィリアムズ       |
| ジュディス・ハマー           |
| エイミー・コンロイ           |
| マデリーン・トンプソン       |
| ルーシー・ロビンソン         |
| シボーン・フィッツパトリック |
| ジョイ・ハイゼルデン         |
| ロビン・ラヴ                 |
| コーチ シモン・フィッシャー  |